# Makovište
Makovište (en serbe cyrillique : Маковиште) est un village de Serbie situé dans la municipalité de Kosjerić, district de Zlatibor. Au recensement de 2011, il comptait 700 habitants.

## Démographie
| 1948  | 1953  | 1961  | 1971  | 1981  | 1991  | 2002 | 2011 |
| ----- | ----- | ----- | ----- | ----- | ----- | ---- | ---- |
| 1 379 | 1 524 | 1 465 | 1 370 | 1 226 | 1 046 | 893  | 700  |

|  |

## Économie
La petite entreprise agricole Hibrid travaille dans la réfrigération des fruits, notamment les prunes et les framboises, produits dans le secteur.